# Magić Mala
Magić Mala (1971-ig Magić-Mala) falu Horvátországban, Bród-Szávamente megyében. Közigazgatásilag Újkapelához tartozik.

## Fekvése
Bródtól légvonalban 31, közúton 36 km-re nyugatra, Pozsegától   légvonalban 18, közúton 23 km-re délre, községközpontjától 3 km-re délnyugatra, Nyugat-Szlavóniában, a Szávamenti-síkságon, a Benakica dol-patak mentén fekszik. Északi határában halad át az A3-as (Bregana-Lipovac) autópálya.

## Története
A település csak a 18. század közepén keletkezett, 1758-ban említik először az egyházi vizitációban Nepomuki Szent János kápolnájával együtt. 1760-ban már 33 házat, 68 családot és 342 lakost számláltak itt. 1769-ben 27 háza, 63 családja és 344 lakosa volt.

Az első katonai felmérés térképén „Magicha Mala” néven található. A gradiskai ezredhez tartozott. Lipszky János 1808-ban Budán kiadott repertóriumában „Magicha (Mala)” néven szerepel. Nagy Lajos 1829-ben kiadott művében „Magich Mala” néven 106 házzal, 536 katolikus vallású lakossal találjuk. A katonai közigazgatás megszüntetése után 1871-ben Pozsega vármegyéhez csatolták. A 19. század végén és a 20. század elején az Osztrák-Magyar Monarchia ruszinok lakta területéről ruszin anyanyelvű lakosság települt be.
A településnek 1857-ben 457, 1910-ben 807 lakosa volt. Az 1910-es népszámlálás szerint lakosságának 81%-a horvát, 15%-a ruszin anyanyelvű volt. Pozsega vármegye Újgradiskai járásának része volt. Az első világháború után 1918-ban az új szerb-horvát-szlovén állam, majd később (1929-ben) Jugoszlávia része lett. A település 1991-től a független Horvátországhoz tartozik. 1991-ben lakosságának 98%-a horvát nemzetiségű volt. 2011-ben 398 lakosa volt.

## Lakossága
| Lakosság változása | Lakosság változása | Lakosság változása | Lakosság változása | Lakosság változása | Lakosság változása | Lakosság változása | Lakosság változása | Lakosság változása | Lakosság változása | Lakosság változása | Lakosság változása | Lakosság változása | Lakosság változása | Lakosság változása | Lakosság változása |
| ------------------ | ------------------ | ------------------ | ------------------ | ------------------ | ------------------ | ------------------ | ------------------ | ------------------ | ------------------ | ------------------ | ------------------ | ------------------ | ------------------ | ------------------ | ------------------ |
| 1857               | 1869               | 1880               | 1890               | 1900               | 1910               | 1921               | 1931               | 1948               | 1953               | 1961               | 1971               | 1981               | 1991               | 2001               | 2011               |
| 457                | 506                | 476                | 576                | 653                | 807                | 784                | 790                | 816                | 822                | 744                | 687                | 572                | 522                | 487                | 398                |

## Nevezetességei
Nepomuki Szent János tiszteletére szentelt kápolnáját 1877-ben építették a 18. századi fakápolna helyén. Oltárképe a 19. századból, az építés idejéből való.